# Aeroporto di Ofu
L'aeroporto di Ofu è un aeroporto sito sull'isola di Ofu, facente parte delle Samoa Americane, al cui governo è sottoposto. Si trova a 2 km dal centro abitato.

## Caratteristiche
L'aeroporto è provvisto di una pista in calcestruzzo di 2 000 x 60 piedi, ovvero 610 x 18 m, con orientamento 08/26, dove la fine della testata 08 è di 8,5 piedi, mentre la fine della 26 è di 8,8 piedi.